# ГЕС Махіпар
ГЕС Махіпар – гідроелектростанція в Афганістані. Знаходячись перед ГЕС Наглу, становить верхній ступінь каскаду на річці Каблу, правій притоці Інду. 
В межах проекту річку перекрили бетонною греблею, яка утримує невелике водосховище з об’ємом 200 тис м3 та відводить ресурс до прокладеного у правобережному гірському масиві дериваційного тунелю. Останній транспортує воду до розташованого за 2,2 км машинного залу, де встановили три турбіни типу Френсіс потужністю по 22 МВт, котрі використовують напір у 334 метра. 
Видача продукції відбувається по ЛЕП, розрахованій на роботу під напругою 110 кВ.